# Стриги
Стри́ги (бел. Стры́гі) — деревня в Сенненском районе Витебской области Беларуси. Входит в состав Мошканского сельсовета.

## История
До 20 мая 1960 года деревня входила в состав Новосельского сельсовета, до 8 апреля 2004 года — в состав Обольского сельсовета (в 1960—1962 годах — Заборовский сельсовет).

## Население

### Численность
- 2019 год — 11 жителей

### Динамика
- 1999 год — 34 жителей (перепись населения)
- 2009 год — 28 жителей (перепись населения)
- 2019 год — 11 жителей (перепись населения)